# Oakley Inc.
Oakley Inc. ist ein US-amerikanisches Unternehmen aus der Sport- und Bekleidungsbranche und Tochter der Luxottica-Gruppe. Die Hauptsitze liegen in Foothill Ranch in Kalifornien und in Letchworth Garden City, Hertfordshire in Großbritannien.

## Geschichte
Oakley wurde 1975 von Jim Jannard gegründet. Damals verkaufte er den B-1B, einen Griff für BMX-Lenker, direkt aus seinem Auto auf Motocross-Events. Diese waren anders als die Griffe, die BMX-Racing-Fahrer zu dieser Zeit verwendeten: Sie wurden bei Nässe nicht rutschiger, sondern griffiger. Damit war auch im Schlamm immer guter Halt gewährleistet. Noch heute sind die B-1B Griffe für ihre Tradition und einzigartigen Eigenschaften in der BMX-Racing-Szene bekannt.

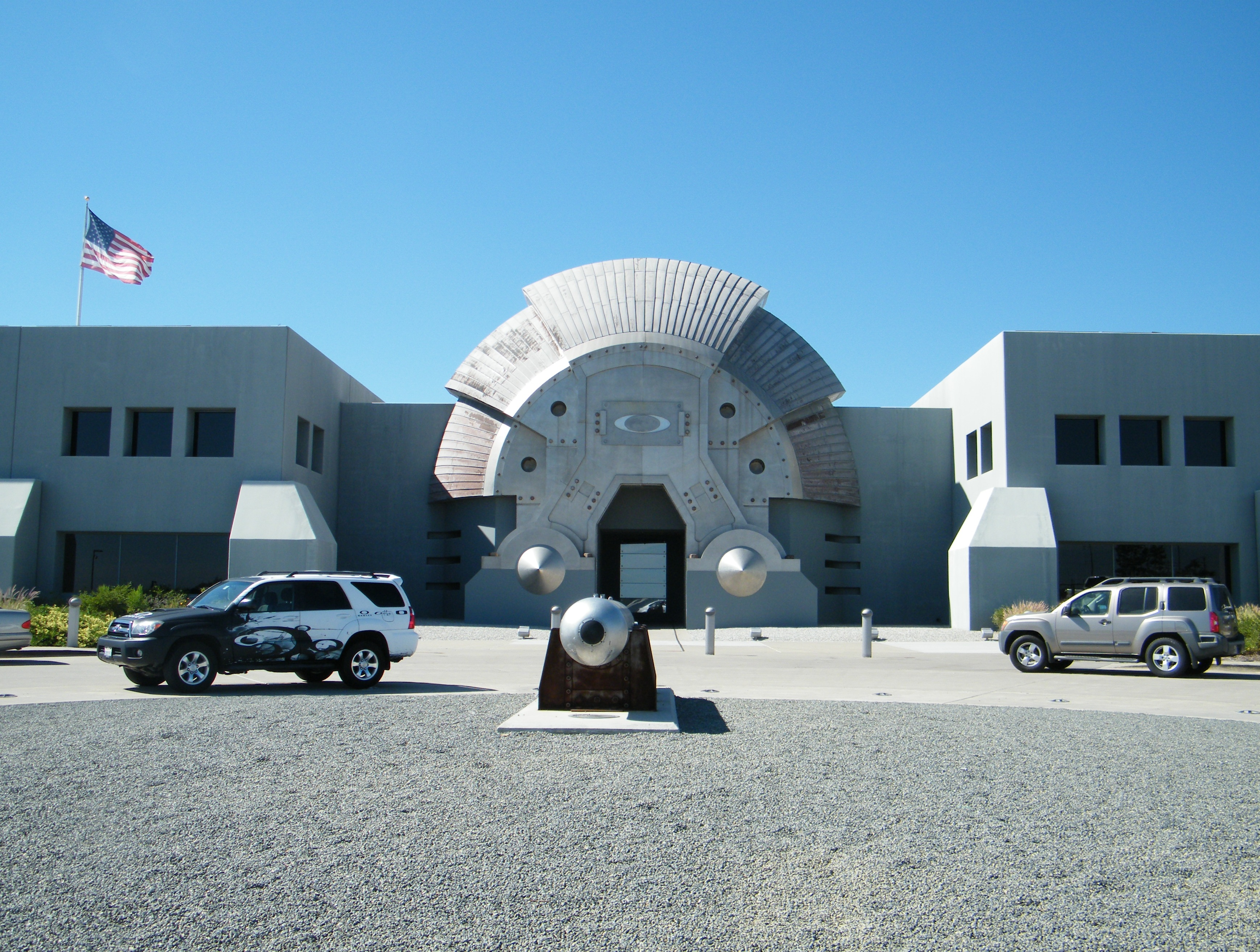
Oakley-Unternehmensgebäude in Foothill Ranch, Kalifornien

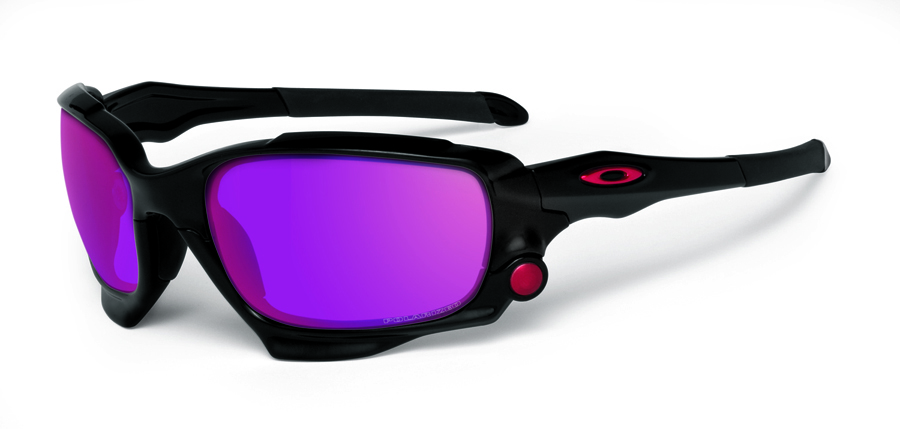
Typische Oakley-Sportsonnenbrille

Obwohl sehr erfolgreich, waren die Griffe die meiste Zeit in den Händen der Fahrer dieser Rennen versteckt, weshalb sie einen geringen Werbeeffekt hatten. Viele Menschen hatten zwar von ihnen gehört, wussten aber nicht, wie sie aussehen. Es war im Jahr 1980, als Jim ein paar Bicycle-Motocross-Schutzbrillen mit Namen „O Frame“ auf den Markt brachte. Mit dem klassischen Oakley-Logo auf dem Riemen, konnten die Zuschauer die Marke Oakley jetzt wahrnehmen. 1984 führte Oakley den „Factory Pilot“ ein, eine Sonnenbrille mit der gleichen Scheibenform wie die „O Frame“, kombiniert mit normalen Bügeln. Der Tour-de-France-Gewinner Greg LeMond und andere professionelle Radrennfahrer machten die Brillen bekannt. 1986 führte Oakley weitere Sonnenbrillenmodelle ein, die erstmals ein echtes Wechselglassystem boten. Die als „Blades“ und „Razor Blades“ bezeichneten Modelle waren die Vorläufer der 1989 erschienenen „Mumbos“, die später in „M Frame“ umbenannt wurden.
Oakley Sonnenbrillen traten unter anderen auch in Action-Filmen wie Blade II, Mission: Impossible II, Mission: Impossible – Phantom Protokoll, Black Hawk Down, X-Men, Drive Angry und Mr. & Mrs. Smith in Erscheinung.
Im Juni 2007 übernahm der italienische Brillenmode-Konzern Luxottica für 2,1 Mrd. US-Dollar (1,5 Mrd. €) die Firma Oakley.
Die bekanntesten Produkte sind Sonnen- und Skibrillen. Des Weiteren produziert Oakley Uhren, Kleidung, Rucksäcke, Schuhe und viele andere Artikel, vorrangig aus der Sportbranche.
Das Firmenlogo ist ein ovales „O“, das auf fast allen Produkten zu finden ist. Hauptsächlich auf den Kleidungsstücken gibt es daneben auch ein Totenkopfsymbol. Oakley ist bekannt für sein futuristisches Design, das von der Firma als eine Mischung aus Organischem und Künstlichem beschrieben wird.
Die Kapitalisierung beträgt ca. 1,1 Mrd. US-Dollar (Stand: 2006), der weltweite Umsatz 2005 ca. 650 Mio. US-Dollar. Aufsichtsratsvorsitzender (Chairman) und Gründer des seit 1975 bestehenden Unternehmens ist James Jannard, der gleichzeitig auch 68 % der Anteile hält (2006). Aktueller Chief Executive Officer ist Scott Olivet.

## Trivia
Wie bei vielen anderen Markenfirmen treten des Öfteren auch gefälschte Produkte auf. Diese werden vorrangig im Internet oder im Ausland an Touristen verkauft und werden als „Foakleys“ (fake Oakleys) oder „Joke-leys“ bezeichnet.